# Capitulación de Ayacucho

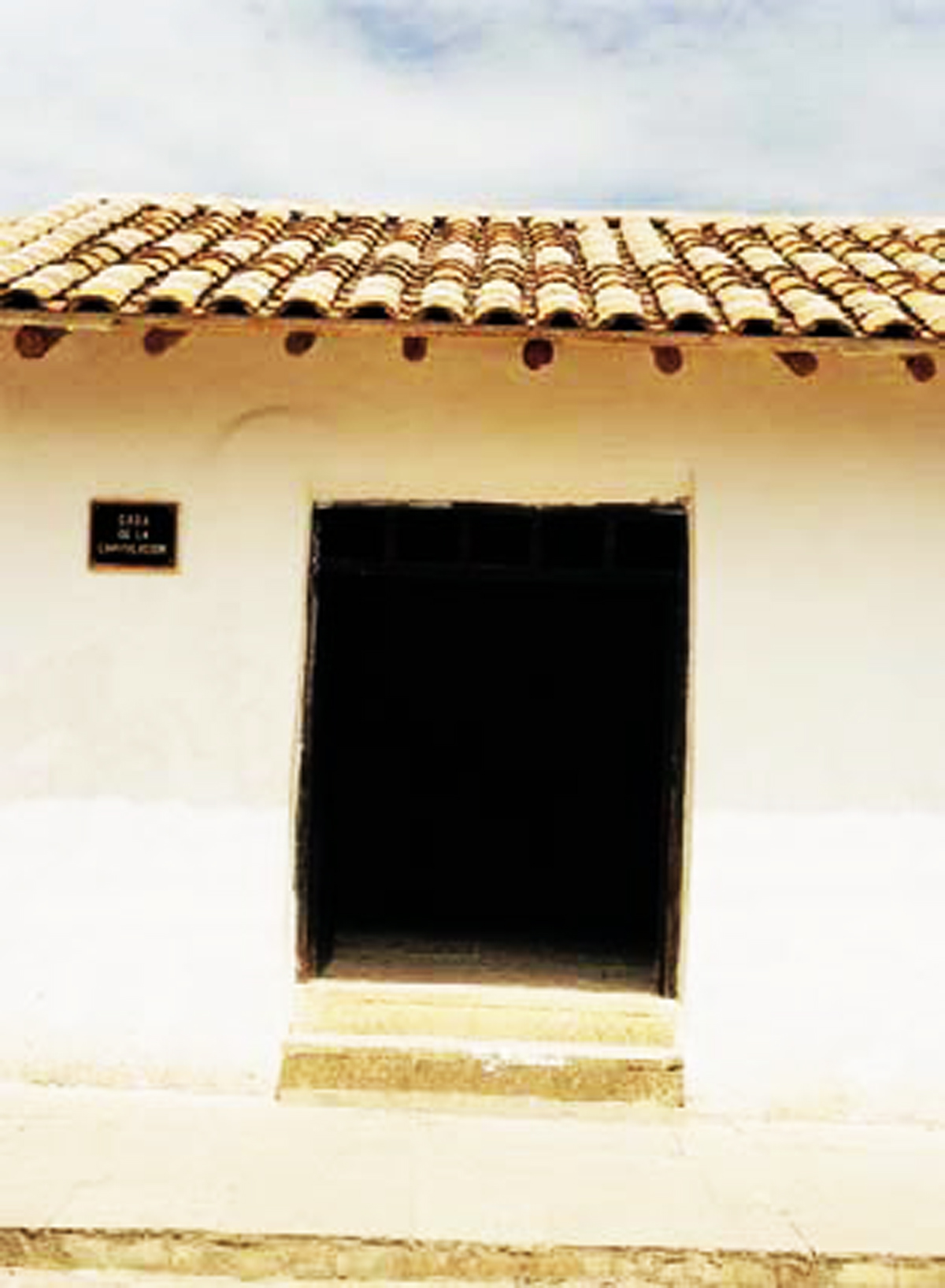
La Casa de la Capitulación en Quinua, Ayacucho.

La Capitulación de Ayacucho es el tratado firmado por el jefe de Estado Mayor José de Canterac y el general Antonio José de Sucre después de la batalla de Ayacucho, el 9 de diciembre de 1824.
Fue firmado en el ambiente donde actualmente es el Museo de sitio de Quinua. El documento consta de 18 cláusulas a dos columnas. En una se consigna el pedido del ejército realista mientras que otra columna señala si la solicitud fue concedida por los patriotas. Fue redactada en cuatro manuscritos originales que actualmente se encuentran en los países de Bolivia, Argentina, Venezuela y Perú.
A pesar del carácter definitivo de este documento, algunos oficiales españoles se negaron a reconocer su validez argumentando que no fue firmado por el virrey José de la Serna. Además, las fuerzas realistas del Alto Perú se excluyeron de la capitulación de Ayacucho, mientras que las que sí estaban incluidas, como el Real Felipe del Callao, dejaron la rendición al criterio de su comandante mediante una cláusula secreta. Una de las cláusulas pactadas establecía que la armada española en el Pacífico, con el navío Asia como buque insignia de la flota al mando de Roque Guruceta, debía abandonar la zona de conflicto, dejando la fortaleza del Callao y la isla de Chiloé sin apoyo naval.  
Pedro Antonio Olañeta, resistió en el Alto Perú hasta su muerte ocurrida el 2 de abril de 1825 a consecuencia de las heridas en el Combate de Tumusla. El brigadier Rodil, al mando del Real Felipe, en el Callao, rehusó entregar la fortaleza, resistiendo el Segundo sitio del Callao el asedio más largo de América del sur frente a las fuerzas combinadas de Gran Colombia, Chile y Perú al mando del general Bartolomé Salom, hasta el 22 de enero de 1826, en que entregó la plaza al agotar sus recursos y ver que la ayuda de España no llegaba. Esta acción marcó el fin del Imperio español en América continental, ya que el mismo día se proclamaba la independencia de Chiloé, territorio que fue anexionado a Chile tras la firma del Tratado de Tantauco, ocurrido una semana antes. Este acuerdo siguió a la derrota de las últimas fuerzas realistas en la región, lideradas por Antonio de Quintanilla, consolidando así la soberanía chilena sobre el archipiélago.
El manuscrito de Perú se encuentra custodiada por el Museo Nacional de Arqueología, Antropología e Historia del Perú (MNAAHP). Actualmente el documento se encuentra en proceso de inspección y evaluación por parte del Archivo General de la Nación (AGN) para su inscripción como Patrimonio Cultural de la Nación.

## Capitulación

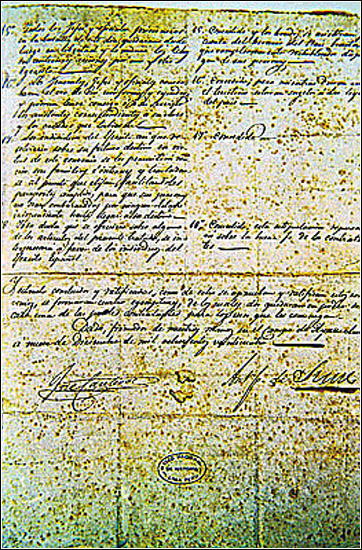
Documento de la capitulación de Ayacucho.

Las condiciones establecidas por el documento, fueron:
- La capitulación definitiva del Ejército Realista.
- El nacimiento de Perú a la vida independiente.
- La entrega de las guarniciones realistas del Cuzco el 24 y Arequipa el 29 de diciembre.
- El reconocimiento peruano de la deuda que las guerras independentistas generaron en España.
- El estado peruano cubriría los gastos del retorno de los españoles que quisieran volver a su patria.